# Ion Panait
Ion Iulian Panait (ur. 5 maja 1981 w Mizil) – rumuński zapaśnik walczący w stylu klasycznym. Dwukrotny olimpijczyk. Trzynasty w Rio de Janeiro 2016 w kategorii 66 kg, a także w Pekinie 2008 w tej samej wadze.
Dziewiąty na mistrzostwach świata w 2006. Zdobył dwa srebrne medale na mistrzostwach Europy, w 2008 i 2010 roku.
- Turniej w Pekinie 2008

Przegrał z Chińczykiem Li Yanyanem i odpadł z turnieju.